# Шпонько, Леонид Николаевич
Леони́д Никола́евич Шпонько́ (2 марта 1946, Ярославль, СССР — 13 мая 2020) — советский и российский художник. Заслуженный художник Российской Федерации.

## Биография[1]
Родился 2 мая 1946 года в Ярославле.
Окончил Крымское художественное училище им. Н.С. Самокиша, в 1972 году - Всесоюзный государственный институт кинематографии (мастерская М. Богданова). Член Союза Художников СССР с 1982 года. Работал в Душанбе (Таджикистан). Участник республиканских и всесоюзных выставок с 1972 года.
Принимал участие как художник-постановщик в создании кинофильмов «Вперёд, гвардейцы», «Одной жизни мало» (1972), «Семейные дела Гаюровых» (1973), «Семь похищенных женихов» (1975), «Кто поедет в Трускавец» (1976), «Человек меняет кожу» (1978) и других. За фильм «Сказание о Сиявуше» (1976) был награждён дипломом за лучшую работу художника-постановщика на Всесоюзном кинофестивале в Риге (1977, совместно с художником Шавкатом Абдусаламовым).
Ушёл из жизни 13 мая 2020.

## Работы в театре
Основные работы в театре:
- «Наедине с собой» по О.Хайяму
- «Хочется жить» М.Хакимовой
- «Восхождение на Фудзияму» Ч.Айтматова
- «Проделки Скапена» Мольера.

## Фильмография

### Художник-постановщик
1. 1971 — Вперёд, гвардейцы!
2. 1974 — Одной жизни мало
3. 1975 — Семейные дела Гаюровых
4. 1976 — Семь похищенных женихов
5. 1976 — Сказание о Сиявуше
6. 1977 — Кто поедет в Трускавец?
7. 1977 — Осада
8. 1978 — Человек меняет кожу
9. 1979 — Юности первое утро
10. 1981 — Контакт
11. 1981 — Преступник и адвокаты
12. 1983 — Приключения маленького Мука
13. 1986 — Новые сказки Шахерезады
14. 1987 — Последняя ночь Шахерезады
15. 1987 — Случай в аэропорту

### Роли в кино
1. 1987 — Случай в аэропорту — Орлов

## Награды[1]
- Диплом за лучшую работу художника-постановщика на Всесоюзном кинофестивале в Риге (1977, совместно с художником Шавкатом Абдусаламовым)
- Почётное звание «Заслуженный художник Российской Федерации»